# Sumatraanse varkensdas
De Sumatraanse varkensdas (Arctonyx hoevenii) is een zoogdier uit de familie van de marterachtigen (Mustelidae). De wetenschappelijke naam van de soort werd voor het eerst geldig gepubliceerd door Ambrosius Hubrecht in 1891. De soort werd in 2008 afgesplitst van de varkensdas (Arctonyx collaris).

## Voorkomen
De soort komt alleen voor op het eiland Sumatra.